# USS Haste (PG-92)
USS Haste (PG-92) je bila korveta izboljšanega razreda Flower, ki je med drugo svetovno vojno plula pod zastavo Vojne mornarice ZDA.

## Zgodovina
6. aprila 1943 je Kraljeva vojna mornarica Vojni mornarici ZDA predala korveto HMS Mandrake (K287). Leta 1949 so ladjo prodali v Italijo kot transportno ladjo oz. trajekt. Leta 1973 so jo razrezali v La Spezii.